# Kozlíci
Kozlíci, polsky Koziołki, je exteriérová skupina bronzových plastik na náměstí Rynek v městské části Koźle města Kandřín-Kozlí v okrese Kędzierzyn-Koźle v jižním Polsku. Nachází se také v mezoregionu Ratibořská kotlina v Opolském vojvodství v Horním Slezsku.

## Historie a popis díla
Kozlíci, respektive tři černé kozy se zlatými rohy na stříbrném pozadí, přímo odkazují na legendu o znaku města Kandřín-Kozlí. Údajně zde žili 3 kozí bratři na opevněném hradě ve 12. století. Tři malé bronzové kozlíky v typických zvířecích pózách vytvořil v roce 2019 místní sochař Michał Misiaszek. Jsou umístěni na podstavcích z kamene na vydlážděném náměstí.

## Další informace
Dílo je celoročně volně přístupné. Sochy kozlíků jsou a nebo budou také umístěny ve všech částech města a jsou také vyjádřením hrdosti, originality a humoru města.

## Galerie

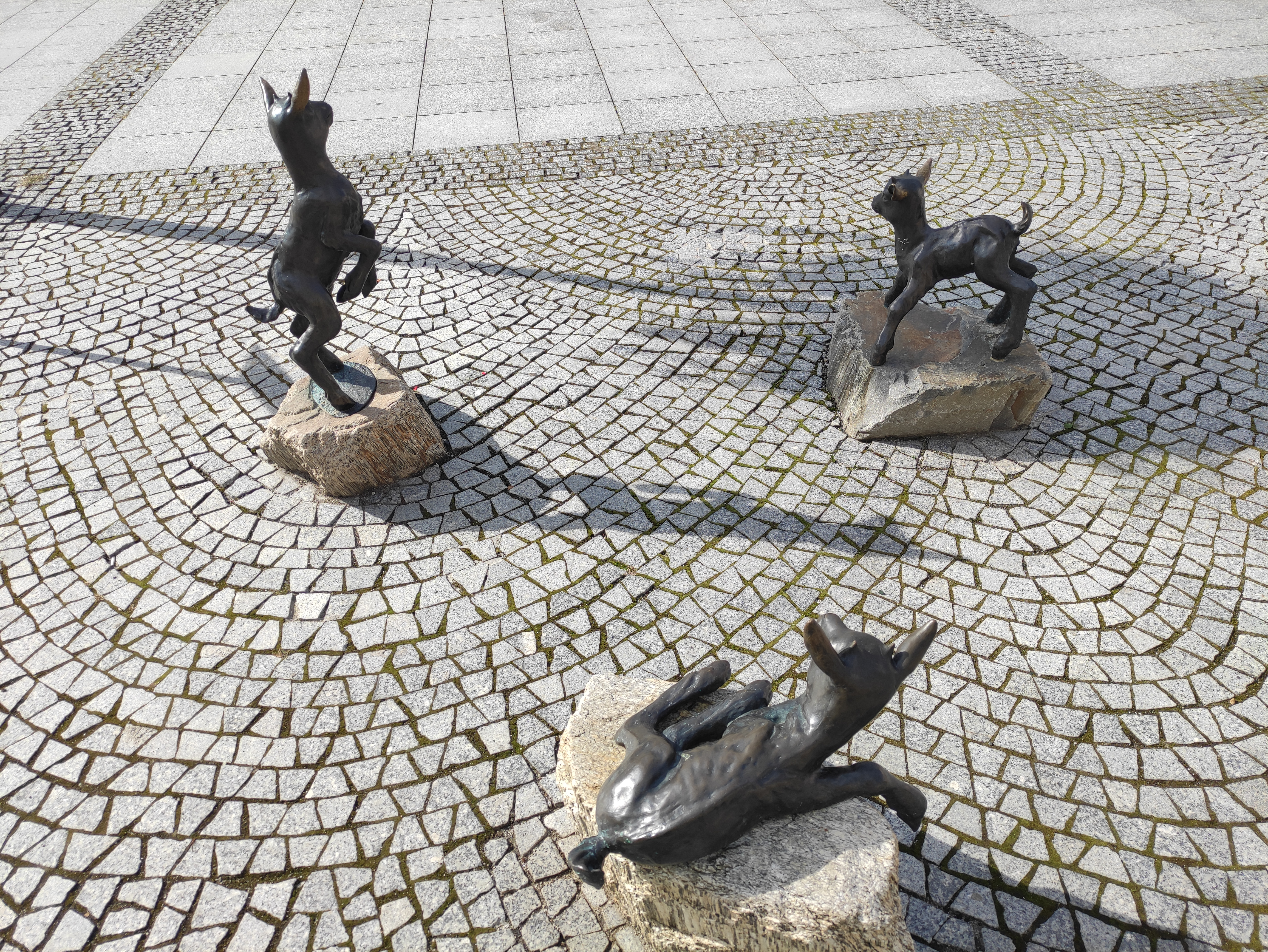
Celkový pohled na dílo